# 로넌 파크
로넌 파크(Ronan Parke, 1998년 8월 8일 ~ )는 잉글랜드의 가수이다.